# MusicJAPANplus
musicJAPANplusは日本音楽をはじめ、カルチャーなど“日本のかっこいい”、“クールジャパン”を海外へ配信するウェブマガジン。
現在はFacebook等で英語をはじめ中国語、韓国語、ロシア語、フランス語、ドイツ語、スペイン語、フィンランド語、インドネシア語、ポルトガル語、ポーランド語、マレーシア語、ハンガリー語、スウェーデン語、オランダ語など15か国語展開で情報配信を行ってる。

## コーナー

### special features+
- インタビュー、ライブレポート、動画コメントなど。

### articles+
- 月間アーティスト特集（musicJAPANplus限定オリジナル企画）

1. 「V-ROCK FESTIVAL'09」
2. 「Animagic 2009 Special Report」
3. 「MY KawayusuRock o(≧∀≦)o EXPERIENCE」
4. 「PS COMPANY video corner」
5. 「PS COMPANY 10th anniv. Special KAKIZOME project」
6. 「アンティック-珈琲店- Special Spotlight Space」
7. 「LM.C Special Spotlight Space」
8. 「hide Birthday Party special corner!!」
9. 「新宿マルイワン」
10. 「日本語 特設コーナー」
11. 「SUMMER SONIC」
12. 「Laforet Harajuku Special Corner ～屍鬼 in Laforet～」
13. 「hide special room ～Pink Spider～」
14. 「アンティック-珈琲店- NYAPPY GO AROUND THE WORLD IV Special Project 2014」
15. 「己龍 Tandoku Jungyo "Kyouka Suigetu" in ASIA 2014」
16. 「musicJAPANplus Artist Ranking」
17. 「JAPAN NOW!」

- アーティストコラム

1. SCREWの「Pass the Baton Around the World♪」
2. DaizyStripperの「"Gotta have it!!"」
3. PENICILLIN HAKUEIの「Dr. HAKUEI」などアーティスト連載。

- PRESS NOTES: ライタースタッフによる、取材日記。
- Seasonal Survey of the Stars: 日本の季節にちなんだ質問にアーティストが直筆で回答。独自の人気コラム。
- Fashion Check: アーティスト、またそのファンを対象にし、写真や動画で展開するファッションチェック。
- Original serial novel: Carrot Orange Sun: 連載小説
- Tokyo Navi 〜What's new in Japan〜: 東京都内にあるライブハウスへの行き方など、東京を紹介するコーナー。

## 来歴
表紙を飾った歌手、バンド。なお、所属のバンドは当時のもの。

### 2006年
- 02-hide
- 04-久保田利伸
- 06-nano
- 09-BONNIE PINK

### 2007年
- 01-浜崎あゆみ
- 06-crack6
- 08-雅-miyavi-
- 09-machine
- 10-浜崎あゆみ
- 11-Acid Black Cherry
- 12-KREVA

### 2008年
- 01-HAKUEI
- 02-LM.C
- 03-宇多田ヒカル
- 04-アンティック-珈琲店-
- 05-hide
- 06-w-inds.
- 07-雅-miyavi-
- 08-土屋アンナ
- 09-アリス九號.
- 10-SINCREA
- 11-D
- 11-hide
- 12-PS COMPANY

### 2009年
- 01-雅-miyavi-
- 02-LM.C
- 03-アンティック-珈琲店-
- 04-雅-miyavi-
- 05-東方神起
- 06-Mix Speaker's,Inc.
- 07-オーラルヴァンパイア
- 08-VAMPS
- 09-the GazettE
- 10-SCREW
- 11-MUCC
- 12-w-inds.

### 2010年
- 01-アンティック-珈琲店-
- 01-SUGIZO
- 02-BREAKERZ
- 03-玉木宏
- 04-Tokyo Candoll